# Radio Televisyen Brunei
Radio Televisyen Brunei es el ente estatal de radiotelevisión del Sultanato de Brunéi. A día de hoy sigue manteniendo el monopolio de las emisiones de televisión y fue la única emisora de radio hasta 1999.

## Historia

### Radio
Radio Televisyen Brunei inició oficialmente sus emisiones bajo el nombre de Radio Brunéi el 2 de mayo de 1957 con un mensaje de Eid al-Fitr pronunciado por Su Majestad el Sultán Omar Ali Saifuddien III. Durante los primeros tiempos, la emisión diaria era de 20:00 a 20:45 horas.
En 1959, Radio Brunéi contaba con dos tranmisores: uno en Bandar Seri Begawan, y otro de 20 kW en Tutong que proporcionaba señal para la mayor parte del sultanato, ambos emitiendo en una longitud de onda de 242 metros (1240 kHz).
Entre principios y mediados de la década de 1960, se aplicaron algunos cambios y se amplió el número de emisores con objeto de mejorar la cobertura. En 1960, el emisor de la capital pasó a transmitir en 309 m. 970 kHz. Poco después, se instaló un emisor en Seria (Belait) de 1,5 kW de potencia en la frecuencia de 1100 kHz.
En el año 1964 se inician las emisiones en onda corta desde Berakas (cerca de Bandar Seri Begawan), mediante un transmisor de 10 kW de la firma Gates, operando en la frecuencia de 4865 kHz. Más tarde, en 1970, se añadió otro transmisor en Tutong que emitía en la frecuencia de 7215 kHz. A mediados de los setenta, el transmisor de Tutong cambió de emplazamiento, ubicándose en Berakas, para dejar de transmitir a finales de los setenta. Estos emisores de onda corta nunca estuvieron configurados para difundir al exterior, sino para garantizar al 100% la cobertura de los programas domésticos hasta el último rincón de la nación, dado el difícil e inusual perímetro del territorio bruneano. Una vez se habían instalado dos potentes emisores de onda media, que cubrían más que sobradamente el norte de la isla de Borneo, la difusión en ondas cortas era redundante.
Hacia 1974, Radio Televisyen Brunei contaba con 171 empleados.
El 1 de marzo de 1977 comenzaron las emisiones regulares en frecuencia modulada estéreo desde Brunéi y Muara. Hasta ese momento, las emisiones experimentales en frecuencia modulada (que habían comenzado en 1965), habían sido a través de un emisor de 15 vatios en la capital.
Asimismo, en ese mismo año comenzaron a funcionar dos centros emisores de onda media de 200 kW cada uno, en las frecuencias de 549 y 675 kHz instalados en Tutong y en Serasa, Brunéi y Muara, respectivamente. La utilización de estos emisores se canceló a mediados de la década de 2000.

### Televisión
Radio Televisyen Brunei comenzó la emisión en pruebas de televisión el 1 de febrero de 1975. Las emisiones regulares comenzaron el 1 de marzo de 1975 desde el distrito de Brunéi y Muara. El 9 de julio de 1975 el Sultán de Brunéi Hassanal Bolkiah inauguró oficialmente las emisiones de RTB1. En aquel entonces, solo tres operarios mantenían las emisiones de televisión. A partir de 1980 se empezó a emitir desde unos estudios de televisión apropiados; hasta esa fecha se utilizaban dependencias de la emisora de radio.
El 1 de marzo de 1976 fue la primera vez que se realizaba una emisión desde fuera de los estudios, que consistió en la retransmisión de la fiesta de cumpleaños de Su Majestad. 
La inversión del proyecto tuvo un coste de 35 millones de dólares de Brunéi.

## Televisión
RTB produce cinco canales de televisión:
- RTB1 - El canal nacional retransmite noticias y programas informativos, junto con series locales y estadounidenses, durante 18 horas diarias. La programación comienza a las 06:00 hora local con el himno nacional, recitación del Corán y el avance de la programación del día. Después del cierre de emisión (00:00 hora local) pasa a repetir la señal de RTB4.
- RTB2 - El segundo programa de Radio Televisyen Brunei emite novelas locales, dibujos animados, y programas de telerrealidad, durante 14 horas diarias. Comenzó a emitir el 1 de marzo de 1976.
- RTB3 - Durante 12 horas días, el tercer canal emite todos los programas que han sido grabados en alta definición 1080i.
- RTB4 - Canal internacional satelital que emite una selección de los programas de Radio Televisyen Brunei.
- RTB5 - El programa islámico retransmite un total de 10 horas diarias en directo desde la Mezquita del Sultán Omar Ali Saifuddin.

## Radio
Aparte de los canales de televisión, Radio Televisyen Brunei opera cinco canales de radio:
- Nasional FM - Emisora informativa gubernamental en asuntos políticos, religiosos, noticias, cultura y temas de actualidad. Emite desde 1957 íntegramente en malayo. Puede sintonizarse en los distritos de Brunéi y Muara y Temburong en la frecuencia de 92,3 MHz y en Belait y Tutong en 93,8 MHz.
- Pilihan FM - Programa en inglés y mandarín que comprende información local así como música actual. También son emitidos diariamente programas pregrabados para la pequeña comunidad cantonesa. Emite en los distritos de Brunéi y Muara y Temburong en 95,9 MHz y en Belait y Tutong en 96,9 MHz.
- Pelangi FM - Orientada a jóvenes y adolescentes, con información sobre temas religiosos y de educación. Se sintoniza en los distritos de Brunéi y Muara y Temburong en 91,4 MHz y en Belait y Tutong en 91,0 MHz, y en Bandar Seri Begawan en 88,5 MHz.
- Harmoni FM - Programación familiar, con contenidos religiosos, cobertura en directo de eventos deportivos y música. Sus emisiones comenzaron en 1970. Se puede escuchar en los distritos de Brunéi y Muara y en el exclave de Temburong a través de la frecuencia 94,1 MHz y en los distritos de Belait y Tutong en 97,7 MHz.
- Nur Islam FM - Canal íntegramente dedicado a la enseñanza del Islam. Inició sus emisiones en 1984, únicamente en frecuencia modulada. Se puede sintonizar en las frecuencias de 93,3 MHz para los distritos de Brunéi y Muara y Temburong, y 94,9 MHz en Belait y Tutong.